# Nationalité sénégalaise

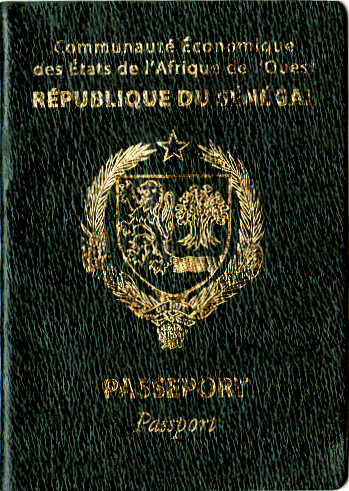
Un passeport sénégalais.

La nationalité sénégalaise est un attribut juridique qui lie toutes personnes physiques ou morales originaires de la République du Sénégal à tous les droits et prérogatives attachés à cette nationalité. Un Sénégalais est un citoyen de la République du Sénégal.

## Attribution de la nationalité

### Par filiation
Toute personne dont le père ou la mère est de nationalité sénégalaise peut acquérir à la nationalité sénégalaise.

### Par naissance
Toute personne née au Sénégal peut prétendre à la nationalité sénégalaise.

### Par mariage
La nationalité sénégalaise peut s'acquérir par mariage avec une personne de nationalité sénégalaise, cinq ans après la constatation ou la célébration du mariage.